# Glarus (stad)
Glarus (Duits: Glarus, Frans: Glaris, Reto-Romaans: Glaruna, Latijn Claruna) is een plaats en voormalige gemeente in het Zwitserse kanton Glarus en maakt sinds 1 januari 2011 deel uit van de gemeente Glarus. Glarus is de hoofdplaats van het gelijknamige Zwitsers kanton Glarus.
Het stadje ligt aan de rivier de Linth in de Alpen aan de voet van de berg Vorderglärnisch.
De naarm Claruna voor de stad werd het eerst in de 8e eeuw in de literatuur genoemd. Resten van een kerk uit de 6e eeuw zijn hier gevonden. Glarus is ook bekend doordat de van de reformatie bekende pater Huldrych Zwingli hier van 1506 tot 1516 heeft gewoond.

## Geboren
- Johann Jakob Blumer (1819-1875), rechter, rechtsgeleerde, archivaris, redacteur, bestuurder en politicus
- Joachim Heer (1825-1879), politicus, lid van de Bondraad, bondspresident van Zwitserland
- Othmar Blumer (1848-1900), politicus
- Friedrich Ris (1867-1931), arts en entomoloog
- Pankraz Freitag (1952-2013), wiskundige en politicus
- Ruedi Noser (1961), ondernemer en politicus
- Urs Sonderegger (1964-), ondernemer en autocoureur
- Nadja Wenger (1991), schaatsster
- Ladina Jenny (1993), snowboardster

## Externe links

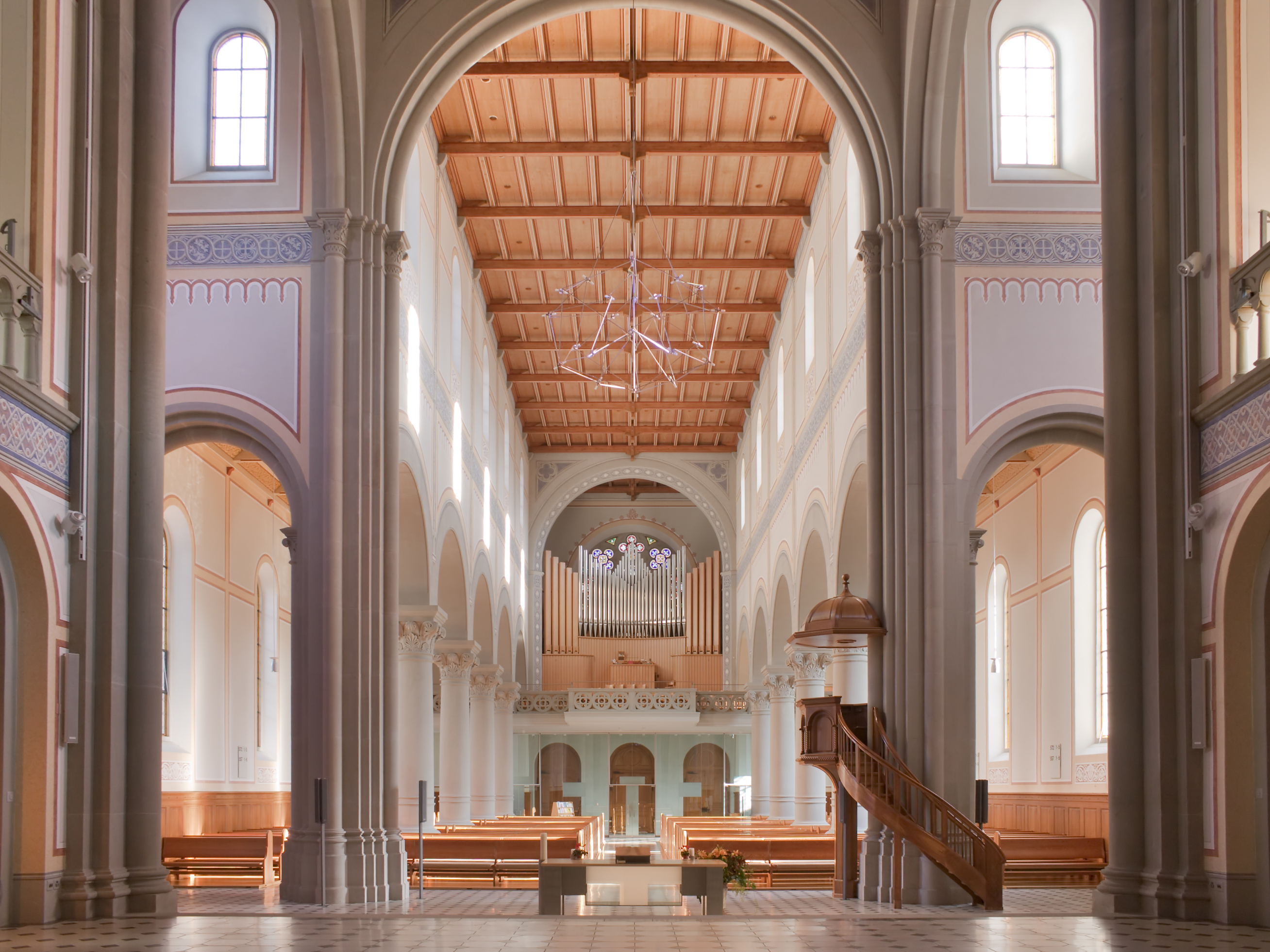
Het schip en het orgel van de kerk in Glarus

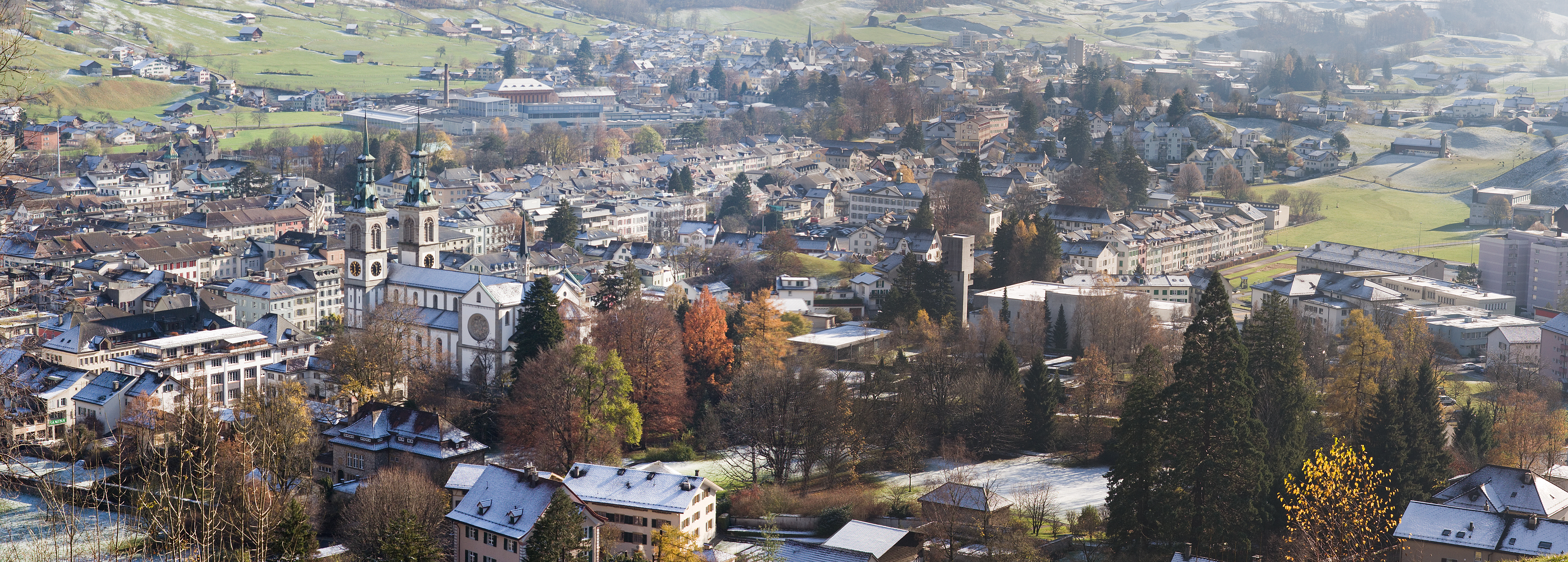
Panorama over Glarus

## Overleden
- Joachim Heer (1825-1879), politicus, lid van de Bondraad, bondspresident van Zwitserland